# Campeão dos Campeões
O Campeão dos Campeões é o título honorário que o Corinthians conquistou em dois jogos amistosos contra o Vasco da Gama, clubes que foram os campeões em seus campeonatos estaduais de 1929, e os jogos foram disputados em 16 e 23 de fevereiro de 1930. 
O primeiro jogo foi no Parque São Jorge, o qual o Corinthians venceu por 4 a 2, e o segundo jogo foi em Estádio São Januário, o qual o Corinthians venceu de virada por 3 a 2, depois de estar perdendo por 2 a 0.

## Jogos
Final

Jogo 1
local :parque são jorge(são paulo/SP)
Corinthians 4 x 2 Vasco da Gama

Jogo 2

local :são jenuario(rio de janeiro/RJ)
Vasco da Gama 2 x 3 Corinrhians

CORINTHIANS CAMPEÃO

## Campeão e vice
| Ano  | Campeão                 | Resultado                             | Vice-campeão              | Local                                                    |
| ---- | ----------------------- | ------------------------------------- | ------------------------- | -------------------------------------------------------- |
| 1930 | Corinthians (honorário) | 4 - 2 e 3 - 2 16/02/1930 e 23/02/1930 | Vasco da Gama (honorário) | Parque São Jorge, São Paulo São Januário, Rio de Janeiro |